# Tracyton
Tracyton és una concentració de població designada pel cens dels Estats Units a l'estat de Washington. Segons el cens del 2000 tenia 3.267 habitants.

## Demografia
Segons el cens del 2000, Tracyton tenia 3.267 habitants, 1.215 habitatges, i 924 famílies. La densitat de població era de 829,9 habitants per km².
Dels 1.215 habitatges en un 35,6% hi vivien nens de menys de 18 anys, en un 59,5% hi vivien parelles casades, en un 12,6% dones solteres, i en un 23,9% no eren unitats familiars. En el 18,3% dels habitatges hi vivien persones soles el 6,7% de les quals corresponia a persones de 65 anys o més que vivien soles. El nombre mitjà de persones vivint en cada habitatge era de 2,69 i el nombre mitjà de persones que vivien en cada família era de 3,05.
Per edats la població es repartia de la següent manera: un 27,1% tenia menys de 18 anys, un 8,2% entre 18 i 24, un 28% entre 25 i 44, un 24,9% de 45 a 60 i un 11,7% 65 anys o més.
L'edat mediana era de 37 anys. Per cada 100 dones de 18 o més anys hi havia 93,6 homes.
La renda mediana per habitatge era de 51.290 $ i la renda mediana per família de 56.935 $. Els homes tenien una renda mediana de 43.445 $ mentre que les dones 32.500 $. La renda per capita de la població era de 21.234 $. Aproximadament el 7,8% de les famílies i el 10,3% de la població estaven per davall del llindar de pobresa.

## Poblacions més properes
El següent diagrama mostra les poblacions més properes.